# Diyaeddine Abzi
Diyaeddine Abzi (Fez, 23 de noviembre de 1998) es un futbolista marroquí-canadiense que juega como lateral izquierdo en el CD Leganés de la Segunda División de España, cedido por el Pau FC.

## Selección nacional
En enero de 2018 disputó un partido amistoso con la selección de fútbol sala de Canadá ante Costa Rica, anotando un gol en la derrota de su equipo por 4-5.
Fue convocado por la selección de fútbol sub-23 de Canadá para el Preolímpico de Concacaf de 2020, disputando un encuentro contra México el 29 de marzo.

## Clubes
Actualizado al último partido disputado el 17 de marzo de 2024.
| Club                | País    | Año       | Partidos | Goles |
| ------------------- | ------- | --------- | -------- | ----- |
| FS Salaberry        | Canadá  | 2016-2017 | 19       | 10    |
| AS Blainville       | Canadá  | 2018      | 20       | 2     |
| York United         | Canadá  | 2019-2022 | 64       | 7     |
| Pau FC              | Francia | 2022-act. | 32       | 2     |
| CD Leganés (cedido) | España  | 2023-act. | 5        | 0     |

## Palmarés

### Campeonatos nacionales
| Título           | Club                   | País   | Año  |
| ---------------- | ---------------------- | ------ | ---- |
| Segunda División | Club Deportivo Leganés | España | 2024 |